# Дуда Михайло Іванович
Михайло Іванович Дуда (псевдо: Громенко, Зиновій), (21 листопада 1921, с. Сороки-Львівські, Львівське воєводство — 7 липня 1950, біля с. Танява, Болехівська міськрада, Станіславська область) — український військовий діяч, поручник Української повстанської армії, командир «Залізної сотні» (Ударники-2), що входила до 2-го Перемиського куреня 26-го Територіального відтинку «Лемко» оперативної групи УПА-Захід.
Лицар Золотого Хреста Бойової Заслуги 1-го класу, Золотого Хреста Бойової Заслуги 2-го кл. та Срібного Хреста Заслуги 2-го кл..
Один із двох діячів УПА, які тричі були нагороджені Хрестом Бойової Заслуги. Другим був Василяшко Василь-«Перемога».

## Дитинство
У мальовничому селі Сороки-Львівські (за деякими даними в сусідньому с. Муроване), тепер Пустомитівського району що на Львівщині, 21 листопада 1921 року у простій, але інтелегентній і побожній сім'ї Івана Дуди народився син Михайло.
Від раннього дитячого віку звик Михась не марнувати даремно час. Уже в місцевій народній школі, відзначався здібностями і наполегливістю, дуже старанно й послідовно займався самоосвітою. Завдяки тому набув різнобічні знання з історії, географії і літератури. Найбільше захоплювався військовими формуваннями княжих і козацьких часів України, а з новітньої доби — бойовими діями армії УНР і ЗУНР. Ідеалами воїнів-борців за національну незалежність були для нього Українські Січові Стрільці.
За свідченнями сестри Михайла Марії, він особисто знав Степана Бандеру, який навчався у Дублянах і час від часу бував у селі.

## Початок боротьби
Член ОУН від 1937, в 1939 направлений на диверсійну підготовку до Німеччини, де в 1941 вступив до батальйону «Роланд».
В УПА від 1943, передусім як інструктор в унтер-офіцерській школі.

Командири Перемиського Куреня УПА. Зліва направо сидять: надр. СБ «Старий», лікар «Сян» (Вільгельм Вельніке), сотен. «Громенко»; стоять: рай. «Верниволя», кур. лікар «Шувар», бунч. «Соколенко», курінний «Байда», кур. дантист «Зубченко», пвх. «Євген»; сидять на стовбурі: капелан о. «Кадило», окр. СБ «Потап», бунч. «Буркун», ндр. УЧХ «Скала», сотен. «Крилач», зв'язкова «Мотря», сотен. «Ластівка», підп. «Лісовик», заст. сотен. «Лагідний»; стоять на стовбурі: стр. «Білий» і сан. «Кивай». Світлина зроблена 19 квітня 1947 р. Знимкував сотен. «Бурлака».

У травні 1944 року «Громенко» знаходився у Перемишльському Передгір'ї і у Бещадах, як хорунжий. Скерований Василем Сидором «Шелестом» на посаду командира сотні УПА, яку мав організувати. Спочатку він проводив військові вишколи. У червні на керованому ним вишколі біля Тростянця в Бірчанщині навчалося близько 40 вояків. З вишкільників та добровольців зорганізував першу сотню УПА у Надсянні. Від червня 1944 був командиром створеної ним сотні.
Сотня на чолі з «Громенком», вирушила на південь 27 липня 1944 року. Базуючись згодом у селах Бережниця Вишня і Жерниця Вишня під Балигородом, відділ поповнився добровольцями та займався вишколом. З початком радянського наступу, у вересні 1944 року, сотня «Громенка» відійшла на південний схід в напрямі Букового Берда у Західних Бещадах.
У вересні сотня «Громенка» в складі загону «Лемківщина» бере участь у Карпатському рейді, переходячи фронтову лінію на терени нинішньої Івано-Франківської області. Сотня повернулася назад у листопаді, на терени Воєнної Округи 6 «Сян». За підсумками рейду «Громенко» був відзначений «Срібним Хрестом бойової заслуги» ІІ кляси. Згідно із рішенням місцевого командування, через тодішні обставини, сотня «Громенка» демобілізується. 23 жовтня 1945 року демобілізацію сотні провели в Тисовій Фединський Василь «Павук» і повітовий оргмоб Бірчанщини «Старий»-«Пастернак».
У першій половині 1945 року «Громенко» займається організацією та військовим вишколом Самооборонних Кущевих Відділів (СКВ) на терені Перемиського надрайону. За доручення командування відновив свою сотню на базі старих кадрів та рекрутів із СКВ. Сотня отримує назву «Ударник-2» та кодове число —відділ 95. Від серпня 1945 «Громенко» командир сотні «Ударники-2», яка стає першою сотнею Перемиського куреня.
Протягом осені 1945 року та зими 1945—1946 рр. «Громенко» бере участь у боях із поляками, двічі поранений, 22 жовтня 1945 — важко поранений. В лютому 1946 року підвищений до поручника та відзначений орденом «Золотий Хрест Бойової Заслуги» ІІ кляси, за героїзм та вміле командування відділом у боях.
У 1946—1947 рр. сотня «Громенка» активно охороняє українське населення Перемиського надрайону. Спершу від вивозу до УРСР, а весною 1947 року проти польської «Акції Вісла».
Незважаючи на брак харчів (у 1946 році на Закерзонні майже не було українських сіл), командування УПА залишалось на цих теренах і наганяло страх, як на поляків, так і на більшовиків. Польща, Чехословаччина і Москва уклали 7 квітня 1947 року пакт трьох — так званий трикутник смерті, для повного знищення УПА.

## Рейд на Захід (червень-вересень 1947)
Стан відділів УПА, без належного харчування, без своїх рідних був украй пригнічений. Щоденні бої виснажували вояків. Проти сотні Громенка, за польськими даними, воювали 8-а піхотна дивізія, частина 9-ї піхотної дивізії та 1-а дивізія Корпусу внутрішньої безпеки.
25 травня 1947 року командир «Громенко», як і інші підпільники бойових сотень, одержав лист Проводу УПА зі словами: 
| «Тепер жде Вас тяжке завдання, яке мусите виконати з честю. Відходити туди, куди велить наказ! ...Іти до вільного світу і роз'яснювати про боротьбу УПА і злочини комуни.» |
Сотня «Громенка» стала однією з двох груп, рейдової частини (складом близько 500 бійців) Петра Миколенка-«Байди» — одного з командирів оперативної групи УПА-Захід.
Опівночі 17 червня 1947 році сотня «Громенка» залишила терени Закерзоня і перейшовши Західну Лемківщину, просувалася важкодоступними долинами Великих Татр і перейшла у Малі Татри. Тут їм заступили дорогу чехословацькі війська в складі стрілецької дивізії, курсантів старшинської школи і мобілізованих для боротьби з УПА колишніх чехословацьких партизанів.
Командир «Громенко» — обрав партизанську тактику — розчленував свою групу на дрібні відділи, які просувалися на Захід фронтом завширшки 50 км. Серйозними перешкодами на його шляху були ріки Ваг, Морава, Влтава та інші, що їх пильно вартували війська.
Через Чехословаччину і Австрію маршрутом Преров, Простейов, Требіг, Пісен, Пільзно група «Громенка» пробилася до Баварії. Після 99 днів маршу, важких боїв, подолавши тисячі кілометрів, 5 вересня 1947 року перші частини УПА сотні «Громенка», командир відділу Футала Лев-«Лагідний», прийшли до Західної Німеччини щоб повідомити світові про збройну боротьбу вояків УПА проти загарбників. А 10 вересня 1947 туди дійшов і сам «Громенко». Ця дорога на Захід, описана в автобіографічній книжці Михайла Дуди («Громенка») «У Великому Рейді». Сотня «Громенка» була єдина, яка прибула на захід як бойова одиниця, з усієї сотні дійшло — 60 вояків. Всього із Закерзоння пробралося близько 350.
За даними Петра Содоля протягом 1947-48 до Західної Німеччини прийшли рейдом із Закерзоння усього 140 вояків із десятьох різних сотень, із-серед яких — 49 із сотні «Громенка».
Після зустрічі з американцями воїнам УПА було запропоновано пройти медичне обстеження. Серед тих, кому необхідно було підлікуватися, був і Громенко. Йому треба було залікувати п'яте поранення. В лікарні Громенко отримав подяку від Проводу ОУН і особисто провідника Степана Бандери за успішний рейд.

## Боротьба із-за кордону

Члени РЧ УПА (сидять зліва направо): Михайло Дуда «Громенко»‚ член управи табору Ді-Пі Володимир Кліш, Петро Миколенко «Байда»; (стоять зліва направо) Володимир Хомин-Чарський «Беркут», Модест Ріпецький «Горислав», Петро Гнатюк «Дорош»‚ Богдан Яньо-Крук «Мельодія», Лев Футала «Лагідний». Регенсбург‚ 1947 р.

(м. Регенсбург, 3.03.1948). Зліва направо: Микола Фриз («Вернигора»)‚ Петро Миколенко («Байда»), Михайло Озимко (“Залізняк”), Роман Боднар («Сагайдачний»), Михайло Борис («Жан»)‚ Модест Ріпецький («Горислав»), Степан Ґоляш («Мар»)‚ Михайло Дуда («Громенко»), Зиновій Соколюк (“Семенів”).

УПА продовжило боротьбу і за кордоном. Сам Михайло у 1948—1949 роках був членом Місії УПА. В цей період з діаспори на рідні терени різними шляхами направлялися зв'язкові. Допомогти УПА на повоєнному етапі боротьби виявили бажання західні розвідки. Один з керівників англійської розвідки Кім Філбі організував перевезення літаками упістів в Україну. Проте, як виявилось пізніше, Філбі вже працював на Москву і ця співпраця з МДБ спричинила багато жертв. Колишній шеф служби розвідки ЗЧ ОУН Степан Мудрик стверджував, що вже з 1946 року МДБ робило спроби впровадити свого агента у Провід УПА. Можливо, цим пояснюється той факт, що 31 травня 1950 року «Громенко» полетів на зустріч з «Чупринкою» (Роман Шухевич) тоді, коли той загинув ще 5 березня 1950 року.

## Повернення і загибель
31 травня 1950 група з чотирьох кур'єрів, якою керував «Громенко», була скинута на парашутах на території УРСР біля с. Танява Болехівського району на Івано-Франківщині. Але пілот скинув зв'язкових далеко від місця умовлених зв'язкових пунктів, і при тому сталося нещастя. Парашут Дуди завис на дереві. Якраз в той час недалеко відбувалося весілля, хтось завважив спуск парашутистів і люди почала бігти, щоб подивитись. М. Дуда думав, що це облава, перерізав стропи і впав на землю, зламавши ногу. Зв'язківці опинилися в критичній ситуації — вони були розконспіровані, мали важко пораненого, не мали зв'язку і мали несамовиту погоню МВД.
Житель Таняви Кедик, який першим вийшов на парашутистів, розповів, що це була неділя, у селі — весілля. Десь близько третьої години ночі мотори літака приглушили веселі мелодії цимбал. І багато односельчан бачило, як один за одним четверо парашутистів плавно спускалися і ховалися за верхівки сосен. Кедик розповів, що найбільше контактували з парашутистами батько і син Макоти із Болехова, а також Катерина Бунек із хутора Криве Сколівського району. Вони допомогли їм сховатися, доставляли ліки, харчі.
Для розшуку і ліквідації парашутистів була виділена добре озброєна і обізнана група працівників Станіславського і Дрогобицького управління МДБ при координації дій двох працівників міністерства Держбезпеки СРСР. Тому парашутистам і зв'язковим доводилося, майже щоденно, змінювати місце дислокації. Більше місяця парашутистам вдавалося уникати зустрічей з гебістами, але 7 липня 1950-го року «Громенко» з іще одним парашутистом «Юрком» та керівник Стрийського районного проводу ОУН «Лев» і його заступник «Крутий» (Кравець) були оточені. Відбиваючись до останнього набою, командир «Громенко» покінчив з життям. Так вчинили і його побратими, а «Крутий» потрапив в полон.

## Обставини загибелі (доповідна записка Секретарю ЦК КП(б)У)
| Цілком таємно Секретарю Центрального Комітету КП(б)У тов. МЕЛЬНИКОВУ Л. Г. Доповідна записка B доповнення до мого повідомлення телефоном 24 червня 1950 року доповідаю Вам про вжиті заходи з розшуку і ліквідації парашутистів, скинутих іноземним літаком 31 травня 1950 року поблизу села Танява Болехівського району Станіславської області. Для розшуку і ліквідації парашутистів була виділена група більш досвідчених працівників Станіславського і Дрогобицького обласних управлінь МГБ при координації дій двох працівників Міністерства держбезпеки УРСР. Цією групою оперативними заходами були виявлені особи, що безпосередньо контактували з парашутистами: Пастух Кедик — житель села Танява Болехівського району, мисливець Макота і його син — мешканці міста Болехова і Бунек Катерина — мешканка села Кривець Сокальського району Дрогобицької області. Розробкою цих осіб було встановлено що всі вони підтримували зв'язок з ОУН, особисто зустрічались з парашутистами і надавали їм допомогу a саме: Пастух Кедик першим 31 травня ц. р. побачив двох парашутистів і одному з них пораненому надав прихисток, a 3 червня ц. р. зв'язав їх зі станичним ОУН села Танява — Федунів. Бунек Катерина зв'язалась з парашутистами 2 червня 1950 р. До дня її затримання (19 червня ц. р) виходила на явки, забезпечувала продуктами харчування і медикаментами. Мисливець Макота — мешканець міста Болехова зустрів двох парашутистів 2 червня 1950 року в лісовому масиві поблизу міста Болехова, встановив з ними зв'язок, забезпечував їх продуктами і медикаментами до 2 липня ц. р., за що отримав від парашутиста наручний годинник. Піддані допиту вищевказані та інші особи назвали місця своїх зустрічей з парашутистами в лісовому масиві, розташованому в трикутнику населених пунктів Болехів — Моршин — Танява. У своїх показах Кедик, Бунек, Макота та ін. детально описали прикмети двох парашутистів, їх одяг і озброєння, вони вказали, що один з парашутистів — низького росту, віком 30-35 років, волосся руде, обличчя широке, губи товсті. Цей парашутист самостійно ходити не міг, так як він під час приземлення попав на дерево і отримав травму ноги, внаслідок чого весь час знаходився в шалаші лісового масиву і лікувався. Другий парашутист — середнього росту, волосся довге, злегка хвилясте, обличчя видовжене. Цей парашутист весь час знаходився біля пораненоге парашутиста, якого охороняв, лікував, переносив з одного місця на інше і називав його «Друже командир». Ці дані перекривались агентурою МГБ. Для ліквідації вищевказаних парашутистів був розроблений план чекістсько-військової операції, яка була почата 7 липня ц. р. У ході операції того ж дня вбито два парашутисти (фотокарточки № 1-2 і опис до них додаються). За показами арештованих, які раніше особисто зустрічалися з цими парашутистами, наявність у них нового озброєння американського походження, a також особистих речей англійського і американського зразка, наявність іноземної валюти та інших не викликає ніяких сумнівів, що це ті самі парашутисти, які були скинуті іноземним літаком 31 травня 1950 року в районі населеного пункту села Танява Болехівського району Станіславської області. Разом з парашутистами вбитий керівник Стрийського районного «проводу» ОУН бандглавар за кличкою «Лев» (фотокарточка № 3 додається) і захоплений живим його замісник за кличкою «Крутий» за прізвищем Кравець, які в момент чекістсько-військової операції знаходились у парашутистів на зв'язку. Як встановлено «Лев» і «Крутий» організовували зв'язок парашутистам в керівний центр ОУН. Ha попередньому допиті «Крутий», розповів, що чотири парашутисти прибули в західні o6ласті України з американської окупаційної зони Німеччини з метою встановити зв'язок з членом центрального «Проводу» ОУН — Шухевичем і що крім цих двох убитих (які ним опізнані), ще два парашутисти з місцевим бандитом за кличкою «Полтавець» направились на зв'язок з керівником окружного «проводу» ОУН, маючи на увазі, що через окружного провідника вони доберуться до «Шухевича». Операція по ліквідації двох парашутистів, що залишилися, триває. Додаю додаткові фотознімки озброєння, одягу та інших речей убитих парашутистів (фотокарточки № 4-11). Секретар Станіславського обкому КП(б)У (M. Слонь) ЦДАГО. Ф.1, оп.24, спр.31, арк.148-149 Оригінальний текст (рос.) Сов[ершенно] секретно Секретарю Центрального Комитета КП(б) У тов. МЕЛЬНИКОВУ Л. Г. Докладная запискаB дополнение к моему сообщению по телефону 24 июня 1950 года докладываю Вам о принятых мерах розыска и ликвидации парашютистов, сброшенных иностранным самолетом 31 мая 1950 года вблизи села Танява Болевского района Станиславской области. Для розыска и ликвидации парашютистов была выделена группа более опытных работников Станиславского и Дрогобычского обласных управлений МГБ при координации действий двух работников Министерства госбезопасности УССР. Этой группой оперативными мероприятиями были выявлены непосредственно соприкасающиеся с парашютистами такие лица: Пастух Кедык — житель села Танява Болеховского района, охотник Макота и его сын — жители города Болехова и Бунек Екатерина — жительница села Кривец Сокольского района Дрогобычской области. Разработкой этих лиц было установлено что все они поддерживали связь с ОУН, лично встречались с парашютистами и оказывали им помощь а именно:Пастух Кедык первым 31 мая с. г. увидел двух парашютистов и одному из них раненому предоставил укрытие, а 3 июня с. г. связал их со станичным ОУН села Танява — Федунив.Бунек Екатерина связалась с парашютистами 2 июня 1950 г. До дня ее задержания (19 июня с. г) выходила на явки, обеспечивала продуктами питания и медикаментами.Охотник Макота — житель города Болехова встретил двух парашютистов 2 июня 1950 года в лесном массиве вблизи города Болехов, установив с ними связь, обеспечивал их продуктами и медикаментами до 2 июля с. г., за что получил от парашютиста ручные часы.Подвергнуты допросу вышеуказанные и другие лица назвали места своих встреч с парашютистами в лесном массиве расположенном в трехугольнике населенных пунктов Болехов — Моршин — Танява.B своих показаниях и Кедык, Бунек, Макота и др. подробно описали приметы двух парашютистов их одежду и вооружение, они показали, что один из парашютистов — низкого роста, возрастом 30-35 лет, волосы рыжие, лицо широкое, губы толстые. Этот парашютист самостоятельно ходить не мог так как он во время приземления попал на дерево и получил травму ноги вследствие чего все время находился в шалаше лесного массива и лечился.Второй парашютист — среднего роста, волосы длинные, слегка волнистые, лицо продолговатое. Этот парашютист все время находился возле раненого парашютиста, которого охранял, лечил, переносил с одного места на другое и называл его «Дружэ командыр». Эти данные перекрывались агентурой МГБ.Для ликвидации вышеуказанных парашютистов был разработан план чекистско-войсковой операции, которая была начата 7 июля с. г.B ходе операции того же дня убито два парашютиста (фотокарточки № 1-2 и описание к ним прилагаются).По показаниям арестованных, ранее лично встречавшихся с этими парашютистами наличие нового вооружения у них американского происхождения, а также личных вещей английского и американского образца, наличие иностранной валюты и других не вызывает никакого сомнения, что это те самые парашютисты, которые были сброшены иностранным самолетом 31 мая 1950 года в районе населенного пункта села Танява Болеховского района Станиславской области.Вместе с парашютистами убит руководитель Стрыйского районного «провода» ОУН бандглаварь по кличке «Лев» (фотокарточка № 3 прилагается) и захвачен живым его заместитель по кличке «Крутий» по фамилии Кравец, которые в момент чекистско-войсковой операции находились у парашютистов на связи. Как установлено «Лев» и «Крутий» организовывали связь парашютистам в руководящий центр ОУН.На предварительном допросе «Крутий», рассказал, что четыре парашютиста прибыли в западные о6ласти Украины из американской оккупационной зоны Германии с целью установить связь с членом центрального «Провода» ОУН — Шухевичем и что кроме этих двух убитых (которые им опознаны), еще два парашютиста с местным бандитом по кличке «Полтавец» направились на связь с руководителем окружого «провода» ОУН, имея ввиду, что через окружного проводника они доберуртся до «Шухевича».Операция по ликвидации оставшихся двух парашютистов продолжается.Прилагаю дополнительные фотоснимки вооружения, одежды и других вещей, изьятых у убитых парашютистов (фотокарточки № 4-11).Секретарь Станиславского обкома КП(б)У (M. Слонь)ЦДАГО. Ф. 1, оп. 24, спр. 31, арк. 148—149 |

## Нагороди
- Згідно з Наказом Головного військового штабу УПА ч. 1/45 від 25.04.1945 р. командир сотні, хорунжий УПА Михайло Дуда — «Громенко» нагороджений Срібним хрестом бойової заслуги УПА 2 класу[9].
- Згідно з Постановою УГВР від 8.02.1946 р. і Наказом Головного військового штабу УПА ч. 1/46 від 15.02.1946 р. командир сотні УПА Михайло Дуда — «Громенко» нагороджений Золотим хрестом бойової заслуги УПА 2 класу.
- Згідно з Постановою УГВР від 20.07.1950 р. і Наказом Головного військового штабу УПА ч. 1/50 від 28.07.1950 р. командир сотні, сотник УПА Михайло Дуда — «Громенко» нагороджений Золотим хрестом бойової заслуги УПА 1 класу.

## Пам'ять
Сам Михайло Дуда попри неймовірно важкі умови боротьби зумів залишити спогади про ці часи «У великому рейді», які написав у 1949, коли вирішив вертатися в Україну, «щоби слава не пропала», як казав він. Його розповідь починається блокадою польськими військами теренів дій УПА у квітні 1947 і кінчається приходом сотні в окуповану військами США Західну Німеччину:
- Михайло Дуда. У великому рейді (спогади) [Архівовано 12 лютого 2010 у Wayback Machine.]

М. Дуда вибрав Зеновія Соколюка на літературного редактора, бо поважав його як політвиховника. Вони обидва провели немало часу на обробку різних деталей. Вони врахували також завваги курінного Петра Миколенка («Байди»). Спогади появилися друком 1952 р. у видавництві Місії УПА при ЗП УГВР в Мюнхені «До зброї». Проте не вийшли в світ бо Президія ЗП УГВР заборонила їх розсилку до читачів, не маючи даних про долю Михайла Дуди в Україні. Вони зберігалися на якомусь складі в Мюнхені і пропали безслідно, коли в 1967 році помер шеф Місії УПА полковник Іван Бутковський («Гуцул»).
Про сотню Громенка було знято художній фільм:
- Залізна сотня

На думку Гжегожа Мотики, Громенко був найздібнішим командиром УПА в Закерзонському Краї.
- 1.01.2018 р. від імені Координаційної ради з вшанування пам'яті нагороджених Лицарів ОУН і УПА у Львові Срібний хрест бойової заслуги УПА 2 класу (№ 015), Золотий хрест бойової заслуги УПА 1 класу (№ 018) та Золотий хрест бойової заслуги УПА 2 класу (№ 007) передані Марії Смолій, сестрі Михайла Дуди — «Громенка».